# Waka Waka (This Time for Africa)
"Waka Waka (This Time for Africa)" é uma canção da artista musical colombiana Shakira, com participação da banda sul-africana Freshlyground. Foi lançada em 7 de maio de 2010 pela Epic Records, como a música oficial da Copa do Mundo FIFA de 2010, que foi realizada na África do Sul. Escrito, composto e produzido por Shakira e John Hill, "Waka Waka (This Time for Africa)" é uma música cuja letra encoraja alguém a apontar seus objetivos como um soldado em um campo de batalha. A canção foi adaptada da canção "Zangaléwa" de 1986 da banda camaronense Golden Sounds. A canção inicialmente gerou controvérsia depois que numerosos sul-africanos expressaram desapontamento na decisão da Fifa de escolher Shakira para cantar a música, argumentando que um artista nativo deveria ter sido designado para o papel.
Ela obteve revisões geralmente favoráveis dos críticas, recebendo elogios pela sua produção. "Waka Waka (This Time for Africa)" alcançou o número um em listas singles de vários países, incluindo Áustria, Bélgica, França, Alemanha, Espanha, Itália e Suíça. Nos Estados Unidos, a música alcançou o número 38 no Billboard Hot 100 e foi posteriormente certificado pela Recording Industry Association of America (RIAA), pelas venda de mais de um milhão de unidades no país. As únicas certificações multi-platina similares alcançadas em outros países, incluindo uma certificação de platina de nove vezes na Suécia e seis vezes a certificação de platina na Espanha. "Waka Waka (This Time for Africa)" vendeu 10 milhões de unidades em todo o mundo, tornando-se um dos singles mais vendidos de todos os tempos.
O videoclipe de "Waka Waka (This Time for Africa)" foi dirigido por Marcus Raboy e mostra Shakira e um grupo de dançarinos e crianças que dançam juntos. Possui imagens de vários futebolistas como Cristiano Ronaldo e Lionel Messi. Tornou-se popular no YouTube, recebendo 1,6 bilhões de visualizações até de novembro de 2017 e tornando-se o vídeo mais assistido de todos os tempos no site. Shakira performou a música na cerimônia de abertura da Copa do Mundo de 2010 em 10 de junho, bem como na cerimônia de encerramento em 11 de julho. Também foi incluído na set-list definitiva da The Sun Comes Out World Tour (2010-11).

## Antecedentes e lançamento
"Nós nos encontramos com o produtor de Shakira [John Hill] e ele nos mostrou a música "Waka Waka (This Time for Africa) - que nós adoramos - e nos pedimos para trabalharmos com ela e participarmos de algumas partes. Nós escrevemos uma ponte e adicionamos alguns elementos da África do sul à música e, alguns meses depois, ouvi dizer que estávamos no que era a maior música da Copa do Mundo da história! foi bastante incrível."

—Zolani Mahola, vocalista do Freshlyground, falando sobre o processo de desenvolvimento da música.
Em fevereiro de 2010, Shakira escreveu e produziu "Waka Waka (This Time for Africa)" com o produtor musical americano John Hill, que anteriormente colaborou com ela em várias músicas do álbum She Wolf. A inclusão da banda sul-africana Freshlyground, na faixa passou a acontecer depois que Hill se encontrou com seu produtor em Nova York. A banda estava terminando seu álbum de estúdio, Radio Africa, quando Hill se aproximou deles solicitando participação na música. O produtor deixou a banda sozinha para fazer adições à faixa e retornou horas depois para ouvi-la. Dando poucas reações depois de ouvi-la, Hill expressou interesse em gravar "tudo o que tinha ouvido até aqui" e disse à banda que  ouviria eles mais tarde.
Em 26 de abril, a Fédération Internationale de Football Association (FIFA), anunciou que "Waka Waka (This Time for Africa)" seria a canção oficial da Copa do Mundo FIFA de 2010, que aconteceria na África do Sul em junho e também apareceria em Listen Up! The Official 2010 FIFA World Cup Album. O anúncio mencionou que Shakira interpretaria a música na cerimônia de encerramento da copa, que ocorreria antes da partida final, no dia 11 de julho, no FNB Stadium, em Joanesburgo. Ela também encabeçaria o Concerto de Comemoração do Kick-Off da Copa do Mundo, em 10 de junho no Orlando Stadium, em Joanesburgo. A música foi estreada em 28 de abril e foi disponibilizada para download digital na iTunes Store em 7 de maio de 2010. Recebeu uma versão física como CD single em 28 de maio. Uma versão em espanhol da música, intitulada "Waka Waka (This is Africa)", também foi gravada por Shakira. Foi lançado como single em mercados específicos. As versões "K-Mix" de "Waka Waka (This Time for Africa)" e "Waka Waka (This is Africa)" também foram incluídas no nono álbum de estúdio da cantora Sale el Sol, que foi lançado em outubro no mesmo ano.

## Composição
Uma música pop com influências do Waka Waka (This Time for Africa)" inspira-se na música tradicional africana e mistura um ritmo colombiano com africano e uma batida influenciada pela soca. Contém instrumentação de uma guitarra do sul da África. O refrão da música e as palavras "waka waka" são emprestados de "Zangaléwa", uma musica de 1986 gravada pela banda camaronense Golden Sounds, que não foi um sucesso apenas na África, mas também no país natal da cantora, a Colômbia. De acordo com Débora Halbert, autora do livro The State of Copyright: The Complex Relationships of Cultural Creation in a Globalized World,os Golden Sounds também não são os criadores originais do refrão, uma vez que foi adaptada de "marchas militares de origens desconhecidas que voltam até a Segunda Guerra Mundial".
A letra de "Waka Waka (This Time for Africa)" compara jogadores de futebol com soldados em um campo de batalha e os encoraja a lutar por seus objetivos. Fraser McAlpine da BBC Music Chart Blog descreveu-os como "sobre um evento não revelado que está prestes a acontecer na África, no qual todos se reúnem e gozam dos frutos de seu trabalho árduo, apesar de ter havido muitas dificuldades ao longo do caminho". A versão em espanhol da música não contém uma metáfora de guerra e, em vez disso, "fala sobre as paredes que se deslocam".

## Controvérsia
A decisão da FIFA de escolher "Waka Waka (This Time for Africa)", como a música oficial foi negativamente recebida por algumas pessoas sul-africanas, que sentiram que Shakira não era a "pessoa certa para representar a primeira Copa do Mundo no país, argumentando que uma artista africana deveria ter recebido a função. Os músicos sul-africanos também ficaram desagradados com a falta de artistas nativos programados para se apresentar no Comício de Celebração do Kick-Off da Copa do Mundo da FIFA em 10 de junho de 2010. Eles expressaram sua ira contra a Associação Sul-Africana de Futebol (SAFA), por deixar artistas internacionais como Alicia Keys, the Black Eyed Peas e Shakira para encabeçar o evento. Posteriormente, o sindicato de trabalhadores criativos da África do Sul planejou uma manifestação a ser realizada em 15 de abril, mas convocou depois que a SAFA anunciou que o repertório de artistas de atuação seria finalizado após "consulta com fãs e cidades-sede". Danny Jordaan, chefe do Comitê Organizador da Copa do Mundo da África do Sul e presidente da SAFA, divulgado para uma declaração assegurando que "a incrivelmente talentosa indústria da música sul-africana e africana desempenhará uma parte importante do sucesso e do caráter fora do campo do torneio". Freshlyground's a violinista Kyla-Rose Smith defendeu a decisão da FIFA de selecionar "Waka Waka (This Time for Africa)" como a música oficial, dizendo: "Eu acho que a Copa do Mundo é um evento global, mas também é um negócio, um enorme exercício de marketing. Isso requer um músico de um determinado alcance global para atrair todos os diferentes tipos de pessoas envolvidas e testemunhar e assistir a Copa do Mundo. Então eu entendo a escolha de alguém como Shakira".
O riff da música "waka waka" também gerou controvérsia. Em junho de 2010, foi relatado que o músico dominicano Wilfrido Vargas, decidiu intentar uma ação judicial contra Shakira por plagiar o riff de sua composição "The Negro Can not", por uma soma de US $ 11 milhões, que foi realizada pelo grupo dominicano Girls of the Can. No entanto, Vargas mais tarde abordou diretamente o problema e disse que não tinha intenção de processar Shakira, esclarecendo que ele próprio não usava o riff usado em "Black Can not", e que as declarações anteriores feitas em seu nome foram inventadas.

## Recepção da critica
Fraser McAlpine da BBC Music Chart Blog, deu à música uma classificação de quatro em cinco e elogiou sua soldagem de "guitarras africanas ondulantes para uma batida de clod-hopping, skippy township". No entanto, sinto que a música não parecia ser sobre a Copa do Mundo e poderia ser facilmente produzida com o objetivo de construir canos de água nas pior áreas de seca da terra continental". Robert Copsey da Digital Spy, avaliou que está fora de cinco estrelas, favorecendo seu coro "ridículamente pegadizo", embora ele tenha comentado: "Um pouco inevitavelmente," Waka Waka (This Time for Africa) "vê Shak [ira] substituir suas letras habituais, Isso não soaria fora de lugar na música de um vencedor do X Factor.". Kyle Anderson da MTV, escolheu "Waka Waka (This Time for Africa)" como a melhor música oficial da Copa do Mundo, chamando-a de "melodia funk e inspiradora". O crítico do Canada.com Stuart Derdeyn, no entanto, criticou muito a música e chamou-o de "vômito sonoro" e "talvez a estúpida música oficial para qualquer evento esportivo importante".
"Waka-Waka (This Time for Africa)" recebeu uma nomeação no Shock Awards de 2010, para "Best Radio Song", mas perdeu para "Do not Tell It Sorry" de Don Tetto. A canção foi nomeada "Top Latin Song" no Billboard Music Awards. No mesmo ano, recebeu uma nomeação para o "Download latino do ano" no Latin Billboard Music Awards. Nos Prêmios Our Earth 2011, "Waka Waka (This Time for Africa)" foi nomeado para "Best Song", mas perdeu para Santiago Cruz e "Cuando Regreses" de Fernando Osorio. No mesmo ano, foi reconhecido no 19º Prêmio Anual ASCAP Latin Music Awards como uma das Canções Pop mais realizadas de 2010. A música foi reconhecida como uma das canções mais interpretadas no 19th BMI Latin Music Awards em 2012.

## Performance comercial

### Europa

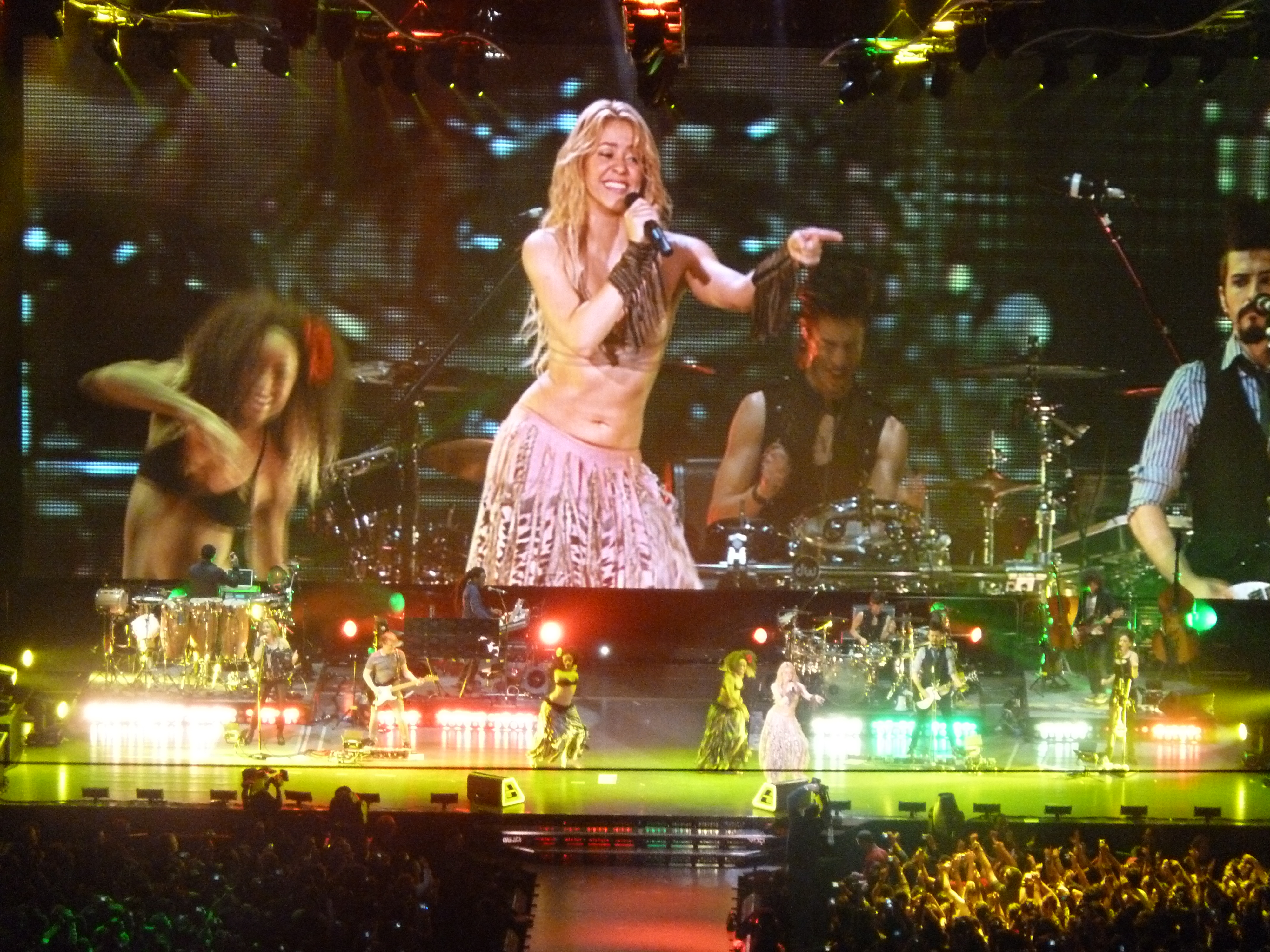
Shakira cantando "Waka Waka (This Time for Africa)" durante a The Sun Comes Out World Tour em Madrid, Espanha. A canção alcançou a posição número um na Espanha por 17 semanas consecutivas.

A canção se tornou um sucesso em toda a Europa. Na Áustria, "Waka Waka (This Time for Africa)" deslocou o cantor somali-canadense K'naan com a canção "Wavin' Flag" (que era outra canção promocional da a Copa do Mundo) do primeiro lugar na parada de Ö3 Austria Top 40, seu fim de quatro semanas de longo prazo no número um. "Waka Waka (This Time for Africa)" ficou seis semanas consecutivas no topo da parada e um total de 63 semanas, tornando-se a mais longa duração na parada de um single de Shakira. Também é mais bem sucedido single de Shakira no país e foi certificado de platina dupla pela International Federation of the Phonographic Industry (IFPI), pelas vendas de 60.000 unidades. Tanto na região de língua holandesa de Flandres e regiões de língua francesa da Bélgica Valónia, a canção alcançou o número um nas paradas da Ultratop, em um total de cinco e oito semanas, respectivamente. Foi o single mais vendido de 2010 na Valónia e foi certificado com dupla-platina pela Belgian Entertainment Association (BEA), em 2012 pelas vendas de 60.000 unidades completares. Na Dinamarca, a música no topo da parada Hitlisten e foi certificada dupla-platina pela IFPI Dinamarca.
"Waka Waka (This Time for Africa)" estreou no número um na parada de singles francês e permaneceu na posição por seis semanas consecutivas. O sucesso da música foi no país de tal forma que ele apareceu na parada por três anos consecutivos (2010-13) e por um total de 132 semanas. O Syndicat National de l'Édition Phonographique (SNEP), o certificou com disco de platina pelas vendas de 150.000 unidades individuais. Foi o single mais vendido no país em 2010, com mais de 373.068 cópias vendidas. A canção chegou ao número um na parada de singles alemão por seis semanas e tornou-se o segundo single mais vendido no país em 2010. Foi certificado de ouro quíntuplo pela Bundesverband Musikindustrie (BVMI), denotando vendas de 750.000 unidades, tornando "Waka Waka (This Time for Africa)" o single de Shakira, mais vendido no país. Na Itália, a canção entrou na parada de singles da FIMI, no número dois e chegou ao número um uma semana depois. Ela permaneceu no número um, durante 16 semanas consecutivas. Em 2014, o single foi certificado seis vezes platina pela Federazione Industria Musicale Italiana (FIMI), pelas vendas de 180.000 unidades no país.
A canção ficou no topo da parada de singles espanhol por 17 semanas consecutivas e ficou por 69 semanas no total. "Waka Waka (This Time for Africa)" foi o single mais vendido na Espanha, em 2010. Mais tarde, foi certificado seis vezes platina pela Productores de Música de España (Promusicae), pelas vendas de 240.000 unidades no país. A canção é um dos singles mais vendidos na Espanha. "Waka Waka (This Time for Africa)" se tornou o maior single de Shakira na Suécia, onde ele atingiu o pico no topo da parada Sverigetopplistan e apareceu na parada por 58 semanas. Em 2012, o single vendeu 360.000 downloads no país e foi certificado nove vezes platina pela IFPI. O formato tom de chamada da canção recebeu uma certificação tripla platina. Na Suíça, a canção estreou no número cinco e posteriormente atingiu o pico no topo da tabela por quatro semanas. Passou 86 semanas no gráfico e foi certificada tripla-platina em 2011 pela IFPI. "Waka Waka (This Time for Africa)" alcançou a posição número 21 no Reino Unido e foi certificado ouro pela British Phonographic Industry (BPI), em 2015 por vender mais de 400.000 unidades.

### Ásia e Américas
"Waka Waka (This Time for Africa)" foi a canção mais baixado de 2010 no Nokia Music Store, com base no seu desempenho em 38 países, incluindo Índia e China. Na Índia, ele alcançou a posição de número três na parada Angrezi Radio Mirchi Top 20. De acordo com Manoj Gairola da Hindustan Times, a canção foi baixada por mais de 300.000 assinantes de uma empresa de telecomunicações que detinha os direitos exclusivos que por vender "Waka Waka (This Time for Africa)" em telefones móveis.
A canção alcançou a posição número um na Argentina, Chile e no país de origem de Shakira. No México, ele passou cinco semanas sucessivas no número um e foi certificado de dupla-platina pela Asociación Mexicana de Productores de Fonogramas y Videogramas (AMPROFON), em 2012 por vender mais de 120.000 downloads. Nos Estados Unidos, a canção estreou no número 43 na Billboard Hot 100 - segunda maior estréia de Shakira na parada naquela época. É mais tarde atingiu o número 38. A Recording Industry Association of America (RIAA), certificou disco de platina a canção em 2011 depois de ter conseguido vender mais de um milhão de downloads. De acordo com a Nielsen SoundScan, vendeu os 1.763 milhões de downloads nos Estados Unidos, tornando-se a terceira maior venda de Shakira no país.

## Precedentes
Após a canção ser escolhida como tema oficial da Copa do Mundo de 2010, Shakira falou que "estava honrada" pela escolha e que a Copa era "um milagre de entusiasmo mundial, conectando cada país, raça, religião e condição ao redor de uma única paixão. Representa um evento que tem o poder de unir e integrar, e essa canção é sobre isso". Zolani Mahola, da banda Freshlyground, disse que estavam "animados por colaborar com Shakira em "Waka Waka (This Time For Africa)", especialmente porque sentimos que a canção captura o espírito e a energia da Copa do Mundo na África".

## Videoclipe

Shakira dançando no videoclipe da canção.

O videoclipe de "Waka Waka (This Time for Africa)" foi dirigido por Marcus Raboy. Foi desenvolvido e conceituado por Shakira junto com Antonio Navas, diretor criativo e executivo da agência de marketing internacional Ogilvy & Mather. Navas explicou que o conceito do clipe era "levar o espectador a uma viagem ao redor do mundo, terminando na África". Os passos de dança foram coreografadas por Hi-Hat, que já havia trabalhado com Shakira no videoclipe de "She Wolf" (2009). O clipe foi filmado em Los Angeles e foi gravado em vários idiomas. Foi estreado em 6 de junho de 2010 e tornou-se o primeiro videoclipe da Sony Music a receber uma versão em formato 3D.
O vídeo foca principalmente em Shakira e uma multidão composta por inúmeros dançarinos e crianças dançando juntos. Freshlyground aparece com sua vocalista Zolani Mahola e o violinista Kyla-Rose Smith no "inicio e meio" do clipe. No final do vídeo, várias bailarinas mirins executam apenas coreografias de dança. O videoclipe intercala imagens arquivadas de antigos torneios de futebol passados, incluindo a infame cena do futebolista italiano Roberto Baggio, perdeu a penalidade decisiva no torneio da final da Copa do Mundo FIFA de 1994, contra o Brasil. Também apresenta a participação dos futebolistas Cristiano Ronaldo, Dani Alves, Gerard Piqué, Idriss Carlos Kameni, Lionel Messi e Rafael Márquez.
Adam Fairholm, do IMVDb, elogiou as coreografias de dança e escreveu que, enquanto Shakira era "ótima", a melhor parte do videoclipe foi a participação do Freshlyground, as crianças e os futebolistas. Ele elogiou Raboy por "fazer todos parecerem uma família grande e feliz" e sentiu que o vídeo era adequadamente representativo da cultura sul-africana. O escritor da MTV, Kyle Anderson, elogiou a energia do vídeo e a habilidade dançante de Shakira. O vídeo foi viral no site de compartilhamento de vídeos do YouTube, alcançando o número um na parada de videoclipes do The Guardian.

## Performances ao vivo

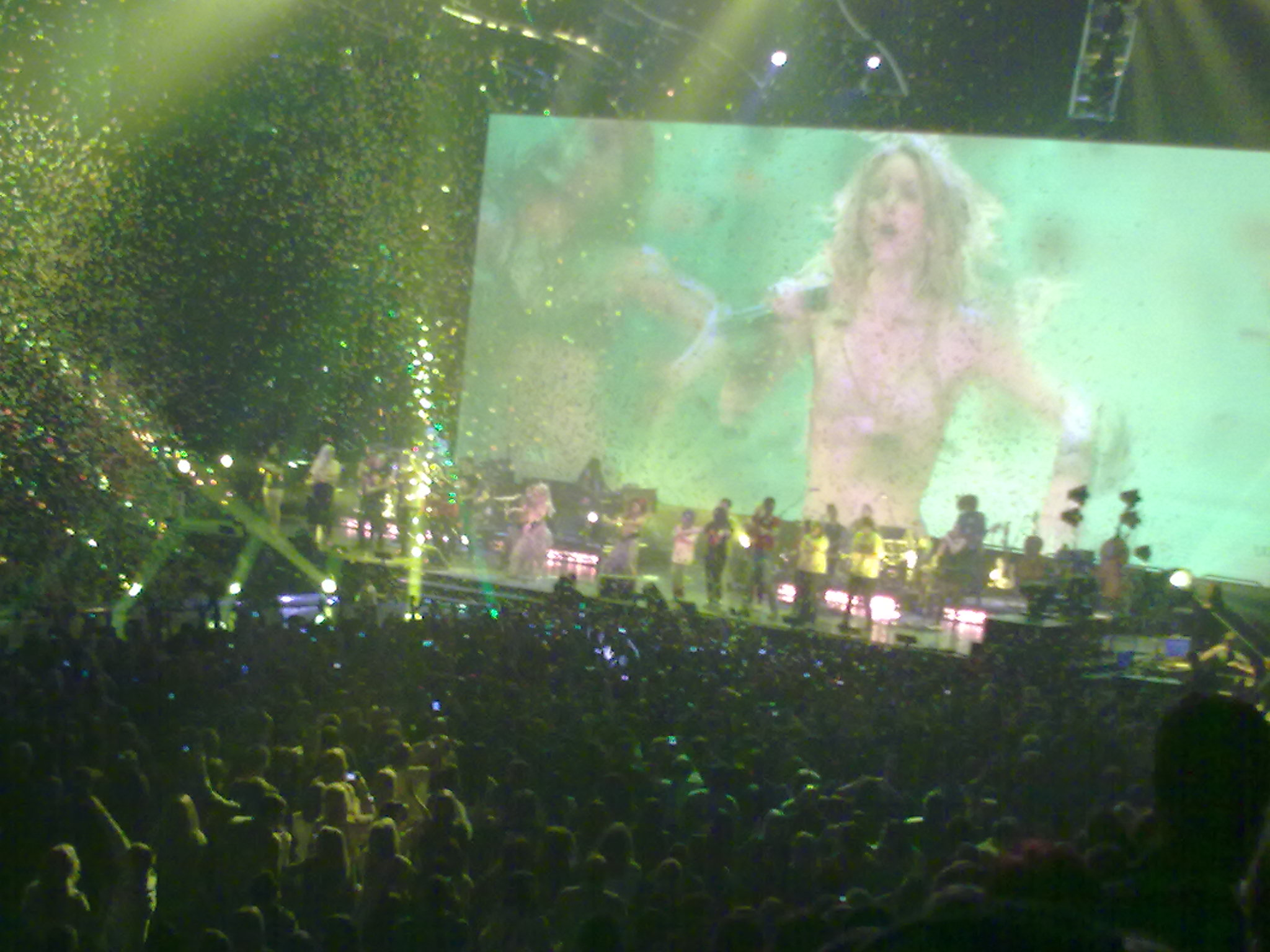
Shakira interpretando "Waka Waka (This Time for Africa)", durante uma série de shows em Manchester, Inglaterra

Shakira performou "Waka Waka (This Time for Africa)" na cerimônia de abertura da Copa do Mundo de 2010 em 10 de junho no Orlando Stadium em Johannesburg, África do Sul. A música foi precedida por performances de seus singles passados "Hips Don't Lie" e "She Wolf". Freshlyground também apareceu no palco e Mahola cantou seu verso da música. Numerosos dançarinos e músicos africanos acompanharam Shakira durante a apresentação. Para as apresentações, Shakira estava vestida com um macacão preto e branco com estampa de zebra, juntamente com uma saia de seda e pulseiras feitas de couro marrom e pérolas de prata. Sua roupa foi desenhada pelo estilista italiano Roberto Cavalli. Diane Coetzer da Billboard, elogiou o desempenho e chamou-o de "momento de coroamento" do show. Apesar de criticar o traje de Cavalli, a crítica do Los Angeles Times, Ann Powers, elogiou o desempenho de Shakira nas três músicas e recomendou a incorporação de dançarinos e músicos nativos no programa, escrevendo: "Era apenas um gesto simbólico, mas um forte nesta noite - Viva a música da África para todos os cantos da terra". Pitbull, Jennifer Lopez e Claudia Leitte, na cerimônia de abertura da Copa do Mundo de 2014, foram comparadas negativamente com as de Shakira, enquanto os fãs acharam o antigo mostram decepcionantes em comparação com os do último.
A canção foi perforamda pela segunda vez por Shakira e Freshlyground na cerimônia de encerramento da Copa do Mundo de 2010 em 11 de julho de 2010. O traje de Shakira foi desenhado novamente por Cavalli e consistiu em um top de tule, uma saia de seda com motivos florais e um cinto de jeans. O tope e o cinto foram bordados com pérolas de várias cores. Shakira também usava pulseiras de couro enfeitada com decorações de seda floral. O crítico Coetzer da Billboard, escreveu que o desempenho da música "estacionava uma resposta extática" dos espectadores. Siddharth Saxena, da Times of India, descreveu a apresentação como uma "reviravolta de show de cores, luz e laser".
"Waka Waka (This Time for Africa)" foi incluído na set-list definitiva da The Sun Comes Out World Tour (2010-11) e foi interpretado como a última música do segmento bis do show. Durante as apresentações, ela convidou os fãs para o palco para dançar com ela enquanto os confetes "preenchiam toda a arena".

## Legado
Até maio de 2014, "Waka Waka (This Time for Africa)" vendeu cerca de dez milhões de unidades em todo o mundo, tornando-se uma das músicas mais vendidas de Shakira junto com "Hips Do not Lie". Foi proclamada como uma das melhores músicas da Copa do Mundo da FIFA de todos os tempos por publicações, incluindo Billboard, BuzzFeed, Dallas Observer and The Sydney Morning Herald. Com mais de 1,6 bilhões de visualizações no YouTube até novembro de 2017, o videoclipe de "Waka Waka (This Time for Africa)" é o trigésimo vídeo mais assistidos de todos os tempos no site. Em uma entrevista em 2014, Shakira falou sobre a importância da música em sua vida ao conhecer o futebolista espanhol Gerard Piqué durante a filmagem do clipe, com quem ela tem um relacionamento amoroso e dois filhos, Milão Piqué Mebarak, nascido em janeiro 2013 e Sasha Piqué Mebarak, nascido em janeiro de 2015.
A música voltou em evidencia em 2014, depois que muitos fãs brasileiros criticaram "We Are One (Ole Ola)", a canção oficial da Copa do Mundo FIFA de 2014, por não representar corretamente a cultura do país anfitrião no Brasil. Muitos "expressaram sua frustração" no Twitter usando o hashtag "#VoltaWakaWaka" (português para "ReturnWakaWaka"), exigindo que a FIFA reintegre "Waka Waka (This Time for Africa)" como a música oficial.

## Faixas e formatos
CD single promocional
1. "Waka Waka (This Time for Africa)" - 3:22

CD single na Alemanha e Itália
1. Waka Waka (This Time for Africa) (English Version) - 3:23
2. Waka Waka (This Time for Africa) (Club Mix) - 3:13

## Desempenho nas tabelas musicais
| Chart (2010)                                   | Maior posição |
| ---------------------------------------------- | ------------- |
| O campo songid é OBRIGATÓRIO PARA PARADA ALEMÃ | 1             |
| Austrália (ARIA)                               | 1             |
| Áustria (Ö3 Austria Top 75)                    | 1             |
| Bélgica (Ultratop 50 de Flandres)              | 1             |
| Bélgica (Ultratop 50 da Valônia)               | 1             |
| Canadá (Canadian Hot 100)                      | 10            |
| Dinamarca (Hitlisten)                          | 1             |
| Escócia (Scottish Singles Chart)               | 1             |
| Eslováquia (Rádio Top 100)                     | 1             |
| Espanha (PROMUSICAE)                           | 1             |
| Estados Unidos (Billboard Hot Latin Songs)     | 2             |
| Estados Unidos (Billboard Tropical Airplay)    | 4             |
| Estados Unidos (Billboard Hot 100)             | 38            |
| Finlândia (Suomen virallinen lista)            | 1             |
| França (SNEP)                                  | 1             |
| Hungria (Rádiós Top 40)                        | 1             |
| Irlanda (IRMA)                                 | 1             |
| Israel (Media Forest)                          | 1             |
| Itália (FIMI)                                  | 1             |
| Luxemburgo (Billboard)                         | 1             |
| Noruega (VG-lista)                             | 1             |
| Nova Zelândia (Recorded Music NZ)              | 1             |
| Países Baixos (Single Top 100)                 | 1             |
| Polônia (Polish Airplay Top 20)                | 1             |
| Reino Unido (UK Singles Chart)                 | 13            |
| República Checa (Rádio Top 100)                | 1             |
| Suécia (Sverigetopplistan)                     | 1             |
| Suíça (Schweizer Hitparade)                    | 1             |

| Chart (2010)                               | Posição |
| ------------------------------------------ | ------- |
| Alemanha (German Singles Chart)            | 2       |
| Áustria (Austrian Singles Chart)           | 2       |
| Bélgica (Belgian Singles Chart (Flanders)) | 2       |
| Bélgica (Belgian Singles Chart (Wallonia)) | 1       |
| Canadá (Canadian Hot 100)                  | 59      |
| Dinamarca (Danish Singles Chart)           | 1       |
| Espanha (Spanish Singles Chart)            | 1       |
| EUA (Billboard Hot Latin Songs)            | 29      |
| Finlândia (Finnish Foreign Singles Chart)  | 1       |
| França (French Singles Chart)              | 1       |
| Hungria (Hungarian Airplay Chart)          | 4       |
| Itália (Italian Singles Chart)             | 1       |
| Países Baixos (Netherlands Singles Chart)  | 4       |
| Suécia (Swedish Singles Chart)             | 3       |
| Suíça (Swiss Singles Chart)                | 1       |
| Taiwan (Hito Radio)                        | 74      |
| Reino Unido (UK Singles Chart)             | 141     |
| Chart (2011)                               | Posição |
| Bélgica (Belgian Singles Chart (Flanders)) | 69      |
| Bélgica (Belgian Singles Chart (Wallonia)) | 41      |
| Espanha (Spanish Singles Chart)            | 30      |
| Hungria (Hungarian Airplay Chart)          | 58      |
| Suíça (Swiss Singles Chart)                | 33      |
| Chart (2013)                               | Posição |
| EUA (Billboard Latin Digital Songs)        | 5       |
| Chart (2014)                               | Posição |
| Billboard Latin Digital Songs              | 6       |
| Chart (2015)                               | Posição |
| Billboard Latin Digital Songs              | 12      |
| Chart (2016)                               | Posição |
| Billboard Latin Digital Songs              | 13      |

## Vendas e certificações
| Região | Certificação | Vendas    |
| --- | ------------ | --------- |
| Alemanha (BVMI) | 5× Ouro      | 750,000^  |
| Austrália (ARIA) | Ouro         | 35,000^   |
| Áustria (IFPI Áustria) | 2× Platina   | 60,000*   |
| Bélgica (BEA) | 2× Platina   | 60,000*   |
| Brasil (Pro-Música Brasil) | 2× Diamante  | 320,000‡  |
| Dinamarca (IFPI Dinamarca) | 2× Platina   | 60,000^   |
| Espanha (PROMUSICAE) | 6× Platina   | 240,000^  |
| Estados Unidos (RIAA) | Platina      | 1,950,000 |
| Finlândia (IFPI Finlândia) | Platina      | 13,248    |
| França (SNEP) | Diamante     | 573,068   |
| Itália (FIMI) | 6× Platina   | 180,000*  |
| Índia (IMI) | 20× Platina  | 300,000   |
| México (AMPROFON) | 6× Platina   | 120,000*  |
| Reino Unido (BPI) | Platina      | 600,000‡  |
| Suécia (GLF) | 12× Platina  | 360,000^  |
| Suíça (IFPI Suíça) | 3× Platina   | 90,000^   |
| *números de vendas baseados somente na certificação ^distribuições baseadas apenas na certificação ‡vendas+valores de streaming baseados somente na certificação |              |           |